# Torneo Regional 1970
El Torneo Regional 1970 fue la cuarta edición de este torneo organizado por la AFA, que otorgó 6 plazas al interior del país, de las cuales 4 fueron fijas para Mendoza y Córdoba y para las ligas de Tucumán y Mar del Plata. El torneo otorgó 2 plazas para acceder al Torneo Nacional. Participaron 17 provincias, quedando ausentes las que tenían plazas fijas (excepto Buenos Aires), Santa Cruz y Santa Fe, esta última ya tenía clubes en Primera División.

## Equipos participantes
| Etapa    | Club                    | Ciudad                              | Provincia           | Liga                                 |
| -------- | ----------------------- | ----------------------------------- | ------------------- | ------------------------------------ |
| 1ª etapa | Racing                  | Trelew                              | Chubut              | Liga de Fútbol Valle del Chubut      |
| 1ª etapa | Comferpet               | Comodoro Rivadavia                  | Chubut              | Liga de Fútbol de Comodoro Rivadavia |
| 1ª etapa | Sol de Mayo             | Viedma                              | Río Negro           | Liga Rionegrina de Fútbol            |
| 1ª etapa | All Boys                | Santa Rosa                          | La Pampa            | Liga Cultural de Fútbol              |
| 1ª etapa | Estudiantes             | San Luis                            | San Luis            | Liga Sanluiseña de Fútbol            |
| 1ª etapa | Américo Tesorieri       | La Rioja                            | La Rioja            | Liga Riojana de Fútbol               |
| 1ª etapa | Lipton                  | Corrientes                          | Corrientes          | Liga Correntina de Fútbol            |
| 1ª etapa | Bartolomé Mitre         | Posadas                             | Misiones            | Liga Posadeña de Fútbol              |
| 2ª etapa | Independiente           | Neuquén                             | Neuquén             | Liga de Fútbol del Neuquén           |
| 2ª etapa | Patronato               | Paraná                              | Entre Ríos          |                                      |
| 2ª etapa | Central Norte Argentino | Resistencia                         | Chaco               | Liga Chaqueña de fútbol              |
| 2ª etapa | Central Córdoba         | Santiago del Estero                 | Santiago del Estero | Liga Santiagueña de Fútbol           |
| 2ª etapa | Sarmiento               | San Fernando del Valle de Catamarca | Catamarca           | Liga Catamarqueña de Fútbol          |
| 2ª etapa | Juventud Antoniana      | Salta                               | Salta               | Liga Salteña de Fútbol               |
| 2ª etapa | Gimnasia y Esgrima      | San Salvador de Jujuy               | Jujuy               | Liga Jujeña de Fútbol                |
| 2ª etapa | Patria                  | Formosa                             | Formosa             | Liga Formoseña de Fútbol             |
| 3ª etapa | Rosario Puerto Belgrano | Punta Alta                          | Buenos Aires        | Liga del Sur                         |
| 3ª etapa | San Martín              | San Juan                            | San Juan            | Liga Sanjuanina de Fútbol            |

### Distribución geográfica
| Región                           | Equipos |
| -------------------------------- | ------- |
| Provincia de Buenos Aires        | 1       |
| Provincia de Catamarca           | 1       |
| Provincia del Chaco              | 1       |
| Provincia del Chubut             | 2       |
| Provincia de Córdoba             | 0       |
| Provincia de Corrientes          | 1       |
| Provincia de Entre Ríos          | 1       |
| Provincia de Formosa             | 1       |
| Provincia de Jujuy               | 1       |
| Provincia de La Pampa            | 1       |
| Provincia de La Rioja            | 1       |
| Provincia de Mendoza             | 0       |
| Provincia de Misiones            | 1       |
| Provincia del Neuquén            | 1       |
| Provincia de Río Negro           | 1       |
| Provincia de Salta               | 1       |
| Provincia de San Juan            | 1       |
| Provincia de San Luis            | 1       |
| Provincia de Santa Cruz          | 0       |
| Provincia de Santa Fe            | 0       |
| Provincia de Santiago del Estero | 1       |
| Provincia de Tucumán             | 0       |
| Total                            | 18      |

## Sistema de disputa
El torneo se dividió en 4 etapas. En la primera participaron 8 clubes, mayormente de la patagonia y del cuyo, los 4 ganadores accedieron a la segunda etapa junto a otros 8 clubes, en su mayoría del norte, los 6 vencedores accedieron a la tercera etapa donde se sumaron 2 clubes de San Juan y Buenos Aires. Los 4 ganadores accedieron a la última etapa y los 2 vencedores de la misma accedieron a las plazas en juego.
Se utilizó el sistema de eliminación directa a 2 partidos invirtiendo la localía y pasó de etapa aquel que hiciera más goles. En caso de empate se definió en penales y de persistir al azar.

## Cuadro de desarrollo
|  | Primera Etapa       | Primera Etapa           | Primera Etapa           |                        |            | Segunda Etapa | Segunda Etapa           | Segunda Etapa           |       |                   | Tercera Etapa     | Tercera Etapa          | Tercera Etapa          |       |  | Etapa Final | Etapa Final | Etapa Final |  |  |  |  |  |  |
|  |                     |                         |                         |                        |            |               |                         |                         |       |                   |                   |                        |                        |       |  |             |             |             |  |  |  |  |  |  |
|  |                     |                         |                         |                        |            |               |                         |                         |       |                   |                   |                        |                        |       |  |             |             |             |  |  |  |  |  |  |
|  |                     |                         |                         |                        |            |               |                         |                         |       |                   |                   |                        |                        |       |  |             |             |             |  |  |  |  |  |  |
|  |                     |                         |                         |                        |            |               |                         |                         |       |                   |                   |                        |                        |       |  |             |             |             |  |  |  |  |  |  |
|  |                     |                         |                         |                        |            |               |                         |                         |       |                   |                   |                        |                        |       |  |             |             |             |  |  |  |  |  |  |
|  |                     | Central Córdoba (SdE)   | Central Córdoba (SdE)   | 2 (2)                  |            |               |                         |                         |       |                   |                   |                        |                        |       |  |             |             |             |  |  |  |  |  |  |
|  |                     |                         |                         | 2 (2)                  |            |               |                         |                         |       |                   |                   |                        |                        |       |  |             |             |             |  |  |  |  |  |  |
|  |                     |                         | Gimnasia y Esgrima (J)  | Gimnasia y Esgrima (J) | 2 (3)      |               |                         |                         |       |                   |                   |                        |                        |       |  |             |             |             |  |  |  |  |  |  |
|  |                     |                         | Gimnasia y Esgrima (J)  | Gimnasia y Esgrima (J) | 2 (3)      |               |                         |                         |       |                   |                   |                        |                        |       |  |             |             |             |  |  |  |  |  |  |
|  |                     |                         |                         |                        |            |               |                         |                         |       |                   |                   |                        |                        |       |  |             |             |             |  |  |  |  |  |  |
|  |                     |                         |                         |                        |            |               |                         |                         |       |                   |                   |                        |                        |       |  |             |             |             |  |  |  |  |  |  |
|  |                     |                         |                         |                        |            |               | Gimnasia y Esgrima (J)  | Gimnasia y Esgrima (J)  | 2     |                   |                   |                        |                        |       |  |             |             |             |  |  |  |  |  |  |
|  |                     |                         |                         |                        |            |               |                         |                         | 2     |                   |                   |                        |                        |       |  |             |             |             |  |  |  |  |  |  |
|  |                     |                         | Juventud Antoniana      | Juventud Antoniana     | 1          |               |                         |                         |       |                   |                   |                        |                        |       |  |             |             |             |  |  |  |  |  |  |
|  |                     |                         | Juventud Antoniana      | Juventud Antoniana     | 1          |               |                         |                         |       |                   |                   |                        |                        |       |  |             |             |             |  |  |  |  |  |  |
|  |                     |                         |                         |                        |            |               |                         |                         |       |                   |                   |                        |                        |       |  |             |             |             |  |  |  |  |  |  |
|  |                     |                         |                         |                        |            |               |                         |                         |       |                   |                   |                        |                        |       |  |             |             |             |  |  |  |  |  |  |
|  |                     | Sarmiento (R)           | Sarmiento (R)           | 2                      |            |               |                         |                         |       |                   |                   |                        |                        |       |  |             |             |             |  |  |  |  |  |  |
|  |                     |                         |                         | 2                      |            |               |                         |                         |       |                   |                   |                        |                        |       |  |             |             |             |  |  |  |  |  |  |
|  |                     |                         | Juventud Antoniana      | Juventud Antoniana     | 4          |               |                         |                         |       |                   |                   |                        |                        |       |  |             |             |             |  |  |  |  |  |  |
|  |                     |                         | Juventud Antoniana      | Juventud Antoniana     | 4          |               |                         |                         |       |                   |                   |                        |                        |       |  |             |             |             |  |  |  |  |  |  |
|  |                     |                         |                         |                        |            |               |                         |                         |       |                   |                   |                        |                        |       |  |             |             |             |  |  |  |  |  |  |
|  |                     |                         |                         |                        |            |               |                         |                         |       |                   |                   |                        |                        |       |  |             |             |             |  |  |  |  |  |  |
|  |                     |                         |                         |                        |            |               |                         |                         |       |                   |                   | Gimnasia y Esgrima (J) | Gimnasia y Esgrima (J) | 4     |  |             |             |             |  |  |  |  |  |  |
|  |                     |                         |                         |                        |            |               |                         |                         |       |                   |                   |                        |                        | 4     |  |             |             |             |  |  |  |  |  |  |
|  |                     |                         | Patronato               | Patronato              | 2          |               |                         |                         |       |                   |                   |                        |                        |       |  |             |             |             |  |  |  |  |  |  |
|  |                     |                         | Patronato               | Patronato              | 2          |               |                         |                         |       |                   |                   |                        |                        |       |  |             |             |             |  |  |  |  |  |  |
|  |                     |                         |                         |                        |            |               |                         |                         |       |                   |                   |                        |                        |       |  |             |             |             |  |  |  |  |  |  |
|  |                     |                         |                         |                        |            |               |                         |                         |       |                   |                   |                        |                        |       |  |             |             |             |  |  |  |  |  |  |
|  |                     | Central Norte Argentino | Central Norte Argentino | 2 (3)                  |            |               |                         |                         |       |                   |                   |                        |                        |       |  |             |             |             |  |  |  |  |  |  |
|  |                     |                         |                         | 2 (3)                  |            |               |                         |                         |       |                   |                   |                        |                        |       |  |             |             |             |  |  |  |  |  |  |
|  |                     |                         | Patria                  | Patria                 | 2 (3)      |               |                         |                         |       |                   |                   |                        |                        |       |  |             |             |             |  |  |  |  |  |  |
|  |                     |                         | Patria                  | Patria                 | 2 (3)      |               |                         |                         |       |                   |                   |                        |                        |       |  |             |             |             |  |  |  |  |  |  |
|  |                     |                         |                         |                        |            |               |                         |                         |       |                   |                   |                        |                        |       |  |             |             |             |  |  |  |  |  |  |
|  |                     |                         |                         |                        |            |               |                         |                         |       |                   |                   |                        |                        |       |  |             |             |             |  |  |  |  |  |  |
|  |                     |                         |                         |                        |            |               | Central Norte Argentino | Central Norte Argentino | 3     |                   |                   |                        |                        |       |  |             |             |             |  |  |  |  |  |  |
|  |                     |                         |                         |                        |            |               |                         |                         | 3     |                   |                   |                        |                        |       |  |             |             |             |  |  |  |  |  |  |
|  |                     |                         | Patronato               | Patronato              | 4          |               |                         |                         |       |                   |                   |                        |                        |       |  |             |             |             |  |  |  |  |  |  |
|  |                     |                         | Patronato               | Patronato              | 4          |               |                         |                         |       |                   |                   |                        |                        |       |  |             |             |             |  |  |  |  |  |  |
|  |                     |                         |                         |                        |            |               |                         |                         |       |                   |                   |                        |                        |       |  |             |             |             |  |  |  |  |  |  |
|  |                     |                         |                         |                        |            |               |                         |                         |       |                   |                   |                        |                        |       |  |             |             |             |  |  |  |  |  |  |
|  |                     | Patronato               | Patronato               | 2 (3)                  |            |               |                         |                         |       |                   |                   |                        |                        |       |  |             |             |             |  |  |  |  |  |  |
|  |                     |                         |                         | 2 (3)                  |            |               |                         |                         |       |                   |                   |                        |                        |       |  |             |             |             |  |  |  |  |  |  |
|  |                     |                         | Bartolomé Mitre (M)     | Bartolomé Mitre (M)    | 2 (2)      |               |                         |                         |       |                   |                   |                        |                        |       |  |             |             |             |  |  |  |  |  |  |
|  | Bartolomé Mitre (M) | Bartolomé Mitre (M)     | Bartolomé Mitre (M)     | Bartolomé Mitre (M)    | 2 (2)      | 4             |                         |                         |       |                   |                   |                        |                        |       |  |             |             |             |  |  |  |  |  |  |
|  | Bartolomé Mitre (M) | Bartolomé Mitre (M)     |                         |                        |            |               |                         |                         |       |                   |                   |                        |                        |       |  |             |             |             |  |  |  |  |  |  |
|  | Lipton              | Lipton                  | 2                       |                        |            |               |                         |                         |       |                   |                   |                        |                        |       |  |             |             |             |  |  |  |  |  |  |
|  | Lipton              | Lipton                  | 2                       |                        |            |               |                         |                         |       |                   |                   |                        |                        |       |  |             |             |             |  |  |  |  |  |  |
|  |                     |                         |                         |                        |            |               |                         |                         |       |                   |                   |                        |                        |       |  |             |             |             |  |  |  |  |  |  |
|  |                     |                         |                         |                        |            |               |                         |                         |       |                   |                   |                        |                        |       |  |             |             |             |  |  |  |  |  |  |
|  |                     |                         |                         |                        |            |               |                         |                         |       |                   |                   |                        |                        |       |  |             |             |             |  |  |  |  |  |  |
|  |                     |                         |                         |                        |            |               |                         |                         |       |                   |                   |                        |                        |       |  |             |             |             |  |  |  |  |  |  |
|  |                     |                         |                         |                        |            |               |                         |                         |       |                   |                   |                        |                        |       |  |             |             |             |  |  |  |  |  |  |
|  |                     | Independiente (N)       | Independiente (N)       | 4                      |            |               |                         |                         |       |                   |                   |                        |                        |       |  |             |             |             |  |  |  |  |  |  |
|  |                     |                         |                         | 4                      |            |               |                         |                         |       |                   |                   |                        |                        |       |  |             |             |             |  |  |  |  |  |  |
|  |                     |                         | Américo Tesorieri       | Américo Tesorieri      | 6          |               |                         |                         |       |                   |                   |                        |                        |       |  |             |             |             |  |  |  |  |  |  |
|  | Américo Tesorieri   | Américo Tesorieri       | Américo Tesorieri       | Américo Tesorieri      | 6          | 5             |                         |                         |       |                   |                   |                        |                        |       |  |             |             |             |  |  |  |  |  |  |
|  | Américo Tesorieri   | Américo Tesorieri       |                         |                        |            |               |                         |                         |       |                   |                   |                        |                        |       |  |             |             |             |  |  |  |  |  |  |
|  | Estudiantes (SL)    | Estudiantes (SL)        | 3                       |                        |            |               |                         |                         |       |                   |                   |                        |                        |       |  |             |             |             |  |  |  |  |  |  |
|  | Estudiantes (SL)    | Estudiantes (SL)        | 3                       |                        |            |               |                         |                         |       | Américo Tesorieri | Américo Tesorieri | 1                      |                        |       |  |             |             |             |  |  |  |  |  |  |
|  |                     |                         |                         |                        |            |               |                         |                         |       | Américo Tesorieri | Américo Tesorieri | 1                      |                        |       |  |             |             |             |  |  |  |  |  |  |
|  |                     |                         | San Martín (SJ)         | San Martín (SJ)        | 5          |               |                         |                         |       |                   |                   |                        |                        |       |  |             |             |             |  |  |  |  |  |  |
|  |                     |                         | San Martín (SJ)         | San Martín (SJ)        | 5          |               |                         |                         |       |                   |                   |                        |                        |       |  |             |             |             |  |  |  |  |  |  |
|  |                     |                         |                         |                        |            |               |                         |                         |       |                   |                   |                        |                        |       |  |             |             |             |  |  |  |  |  |  |
|  |                     |                         |                         |                        |            |               |                         |                         |       |                   |                   |                        |                        |       |  |             |             |             |  |  |  |  |  |  |
|  |                     |                         |                         |                        |            |               |                         |                         |       |                   |                   |                        |                        |       |  |             |             |             |  |  |  |  |  |  |
|  |                     |                         |                         |                        |            |               |                         |                         |       |                   |                   |                        |                        |       |  |             |             |             |  |  |  |  |  |  |
|  |                     |                         |                         |                        |            |               |                         |                         |       |                   |                   |                        |                        |       |  |             |             |             |  |  |  |  |  |  |
|  |                     |                         |                         |                        |            |               |                         |                         |       |                   |                   |                        |                        |       |  |             |             |             |  |  |  |  |  |  |
|  |                     |                         |                         |                        |            |               |                         |                         |       |                   |                   |                        |                        |       |  |             |             |             |  |  |  |  |  |  |
|  |                     |                         |                         |                        |            |               |                         |                         |       |                   |                   |                        |                        |       |  |             |             |             |  |  |  |  |  |  |
|  |                     |                         |                         |                        |            |               |                         |                         |       |                   |                   | San Martín (SJ)        | San Martín (SJ)        | 2 (1) |  |             |             |             |  |  |  |  |  |  |
|  |                     |                         |                         |                        |            |               |                         |                         |       |                   |                   |                        |                        | 2 (1) |  |             |             |             |  |  |  |  |  |  |
|  |                     |                         | All Boys (SR)           | All Boys (SR)          | 2 (0)      |               |                         |                         |       |                   |                   |                        |                        |       |  |             |             |             |  |  |  |  |  |  |
|  |                     |                         | All Boys (SR)           | All Boys (SR)          | 2 (0)      |               |                         |                         |       |                   |                   |                        |                        |       |  |             |             |             |  |  |  |  |  |  |
|  |                     |                         |                         |                        |            |               |                         |                         |       |                   |                   |                        |                        |       |  |             |             |             |  |  |  |  |  |  |
|  |                     |                         |                         |                        |            |               |                         |                         |       |                   |                   |                        |                        |       |  |             |             |             |  |  |  |  |  |  |
|  |                     |                         |                         |                        |            |               |                         |                         |       |                   |                   |                        |                        |       |  |             |             |             |  |  |  |  |  |  |
|  |                     |                         |                         |                        |            |               |                         |                         |       |                   |                   |                        |                        |       |  |             |             |             |  |  |  |  |  |  |
|  |                     |                         |                         |                        |            |               |                         |                         |       |                   |                   |                        |                        |       |  |             |             |             |  |  |  |  |  |  |
|  |                     |                         |                         |                        |            |               |                         |                         |       |                   |                   |                        |                        |       |  |             |             |             |  |  |  |  |  |  |
|  |                     |                         |                         |                        |            |               |                         |                         |       |                   |                   |                        |                        |       |  |             |             |             |  |  |  |  |  |  |
|  |                     |                         |                         |                        |            |               |                         |                         |       |                   |                   |                        |                        |       |  |             |             |             |  |  |  |  |  |  |
|  |                     |                         |                         |                        |            |               | Rosario Puerto Belgrano | Rosario Puerto Belgrano | 3 (2) |                   |                   |                        |                        |       |  |             |             |             |  |  |  |  |  |  |
|  |                     |                         |                         |                        |            |               |                         |                         | 3 (2) |                   |                   |                        |                        |       |  |             |             |             |  |  |  |  |  |  |
|  |                     |                         | All Boys (SR)           | All Boys (SR)          | 3 (3)      |               |                         |                         |       |                   |                   |                        |                        |       |  |             |             |             |  |  |  |  |  |  |
|  | Comferpet           | Comferpet               | All Boys (SR)           | All Boys (SR)          | 3 (3)      | 1             |                         |                         |       |                   |                   |                        |                        |       |  |             |             |             |  |  |  |  |  |  |
|  | Comferpet           | Comferpet               |                         |                        |            |               |                         |                         |       |                   |                   |                        |                        |       |  |             |             |             |  |  |  |  |  |  |
|  | Racing (T)          | Racing (T)              | 4                       |                        |            |               |                         |                         |       |                   |                   |                        |                        |       |  |             |             |             |  |  |  |  |  |  |
|  | Racing (T)          | Racing (T)              | 4                       |                        | Racing (T) | Racing (T)    | 0                       |                         |       |                   |                   |                        |                        |       |  |             |             |             |  |  |  |  |  |  |
|  |                     |                         |                         |                        | Racing (T) | Racing (T)    | 0                       |                         |       |                   |                   |                        |                        |       |  |             |             |             |  |  |  |  |  |  |
|  |                     |                         | All Boys (SR)           | All Boys (SR)          | 5          |               |                         |                         |       |                   |                   |                        |                        |       |  |             |             |             |  |  |  |  |  |  |
|  | All Boys (SR)       | All Boys (SR)           | All Boys (SR)           | All Boys (SR)          | 5          | 3             |                         |                         |       |                   |                   |                        |                        |       |  |             |             |             |  |  |  |  |  |  |
|  | All Boys (SR)       | All Boys (SR)           |                         |                        |            |               |                         |                         |       |                   |                   |                        |                        |       |  |             |             |             |  |  |  |  |  |  |
|  | Sol de Mayo         | Sol de Mayo             | 1                       |                        |            |               |                         |                         |       |                   |                   |                        |                        |       |  |             |             |             |  |  |  |  |  |  |
|  | Sol de Mayo         | Sol de Mayo             | 1                       |                        |            |               |                         |                         |       |                   |                   |                        |                        |       |  |             |             |             |  |  |  |  |  |  |
|  |                     |                         |                         |                        |            |               |                         |                         |       |                   |                   |                        |                        |       |  |             |             |             |  |  |  |  |  |  |

- Nota:Se muestran los resultados globales. En la parte superior de cada instancia se muestra el equipo que hizo de local en el segundo partido.

## Primera Etapa
Primer partido
| Fecha       | Lugar      | Equipo 1    | Resultado | Equipo 2          |
| ----------- | ---------- | ----------- | --------- | ----------------- |
| 28 de junio | Trelew     | Racing      | 2-1       | Comferpet         |
| 28 de junio | Viedma     | Sol de Mayo | 0-0       | All Boys          |
| 28 de junio | Corrientes | Lipton      | 0-1       | Bartolomé Mitre   |
| 28 de junio | San Luis   | Estudiantes | 2-4       | Américo Tesorieri |

Segundo partido
| Fecha      | Lugar              | Equipo 1          | Resultado | Equipo 2    |
| ---------- | ------------------ | ----------------- | --------- | ----------- |
| 5 de julio | Comodoro Rivadavia | Comferpet         | 0-2       | Racing      |
| 5 de julio | Santa Rosa         | All Boys          | 3-1       | Sol de Mayo |
| 5 de julio | Posadas            | Bartolomé Mitre   | 3-2       | Lipton      |
| 5 de julio | La Rioja           | Américo Tesorieri | 1-1       | Estudiantes |

|  | Clasifica a la Segunda Etapa. |

## Segunda Etapa
A los 4 ganadores de la anterior etapa se sumaron los 8 clubes clasificados previamente.
Primer partido
| Fecha       | Lugar                 | Equipo 1           | Resultado | Equipo 2                |
| ----------- | --------------------- | ------------------ | --------- | ----------------------- |
| 12 de julio | Posadas               | Bartolomé Mitre    | 0-0       | Patronato               |
| 12 de julio | Formosa               | Patria             | 1-1       | Central Norte Argentino |
| 12 de julio | Salta                 | Juventud Antoniana | 2-0       | Sarmiento               |
| 12 de julio | San Salvador de Jujuy | Gimnasia y Esgrima | 2-2       | Central Córdoba         |
| 12 de julio | Santa Rosa            | All Boys           | 2-0       | Racing                  |
| 12 de julio | La Rioja              | Américo Tesorieri  | 5-1       | Independiente           |

Segundo partido
| Fecha       | Lugar               | Equipo 1                | Resultado | Equipo 2           |
| ----------- | ------------------- | ----------------------- | --------- | ------------------ |
| 19 de julio | Paraná              | Patronato               | 2-2 (3-2) | Bartolomé Mitre    |
| 19 de julio | Resistencia         | Central Norte Argentino | 1-1 (3-3) | Patria             |
| 19 de julio | Resistencia         | Sarmiento               | 2-2       | Juventud Antoniana |
| 19 de julio | Santiago del Estero | Central Córdoba         | 0-0 (2-3) | Gimnasia y Esgrima |
| 19 de julio | Trelew              | Racing                  | 0-3       | All Boys           |
| 19 de julio | Neuquén             | Independiente           | 3-1       | Américo Tesorieri  |

|  | Clasifica a la Tercera Etapa. |

## Tercera Etapa
A los 6 ganadores de la anterior etapa se sumaron San Martín (SJ) y Rosario Puerto Belgrano.
Primer partido
| Fecha       | Lugar      | Equipo 1           | Resultado | Equipo 2                |
| ----------- | ---------- | ------------------ | --------- | ----------------------- |
| 26 de julio | Paraná     | Patronato          | 2-2       | Central Norte Argentino |
| 26 de julio | Salta      | Juventud Antoniana | 0-0       | Gimnasia y Esgrima      |
| 26 de julio | Santa Rosa | All Boys           | 2-2       | Rosario Puerto Belgrano |
| 26 de julio | San Juan   | San Martín         | 4-1       | Américo Tesorieri       |

Segundo partido
| Fecha       | Lugar                 | Equipo 1                                    | Resultado                                   | Equipo 2                  |
| ----------- | --------------------- | ------------------------------------------- | ------------------------------------------- | ------------------------- |
| 2 de agosto | Resistencia           | Central Norte Argentino                     | 1-2                                         | Patronato                 |
| 2 de agosto |                       | Zarza 66'                                   |                                             | Enrique 21' · Orlando 44' |
| 2 de agosto | San Salvador de Jujuy | Gimnasia y Esgrima                          | 2-1                                         | Juventud Antoniana        |
| 2 de agosto |                       | Daniel O. Quevedo · 7' · René Taritolay 89' | Daniel O. Quevedo · 7' · René Taritolay 89' | Gómez 44'                 |
| 2 de agosto | Punta Alta            | Rosario Puerto Belgrano                     | 1-1                                         | All Boys                  |
| 2 de agosto |                       | Barú 34'                                    |                                             | Rechimont 52'             |
| 2 de agosto |                       | Ortíz ·                                     | (2-3)                                       | Rechimont ·               |
| 2 de agosto | La Rioja              | Américo Tesorieri                           | 0-1                                         | San Martín                |
| 2 de agosto |                       |                                             | Raúl Cardozo Crespo 10'                     |                           |

|  | Clasifica a la Etapa Final. |

## Etapa Final
Primer partido
| Fecha       | Lugar      | Equipo 1  | Resultado | Equipo 2           |
| ----------- | ---------- | --------- | --------- | ------------------ |
| 9 de agosto | Paraná     | Patronato | 1-1       | Gimnasia y Esgrima |
| 9 de agosto | Santa Rosa | All Boys  | 1-1       | San Martín         |

Segundo partido
| Fecha        | Lugar                 | Equipo 1           | Resultado | Equipo 2  |
| ------------ | --------------------- | ------------------ | --------- | --------- |
| 16 de agosto | San Salvador de Jujuy | Gimnasia y Esgrima | 3-1       | Patronato |
| 16 de agosto | San Juan              | San Martín         | 1-1 (1-0) | All Boys  |

|  | Clasifica al Torneo Nacional. |

## Plazas fijas
Dos de las 6 plazas fueron para la Liga cordobesa de fútbol y Liga Mendocina de Fútbol.

### Zona Mendoza
Participaron de esta zona Gimnasia y Esgrima y San Martín.
| Equipo 1           | Resultado | Equipo 2           |
| ------------------ | --------- | ------------------ |
| San Martín         | 0-0       | Gimnasia y Esgrima |
| Gimnasia y Esgrima | 1-0       | San Martín         |

|  | Clasifica al Torneo Nacional. |

### Zona Córdoba
Participaron de esta zona Talleres y Belgrano.
| Fecha       | Equipo 1    | Resultado | Equipo 2 |
| ----------- | ----------- | --------- | -------- |
| 2 de agosto | Belgrano    | 0-2       | Talleres |
| 9 de agosto | Talleres    | 1-0       | Belgrano |
|             | Del Río 70' |           |          |

|  | Clasifica al Torneo Nacional. |

## Clasificados alCampeonato Nacional 1970
- Talleres (Cba.)
- Gimnasia y Esgrima (Mza.)
- Gimnasia y Esgrima (J)
- San Martín (SJ)
- San Martín (T)[3]
- Kimberley (MdP)[4]